# Polysphincta saxea
Polysphincta saxea är en stekelart som först beskrevs av Samuel Hubbard Scudder 1878.  Polysphincta saxea ingår i släktet Polysphincta och familjen brokparasitsteklar. Inga underarter finns listade i Catalogue of Life.